# Station Pruniers
Station Pruniers is een spoorwegstation in de Franse gemeente Gièvres, vlak bij Pruniers-en-Sologne.